# The Jacksons: An American Dream
The Jacksons: An American Dream é uma minissérie estadunidense baseada no livro autobiográfico My Family (1990) da matriarca da família Jackson, Katherine Jackson. A minissérie de quatro horas de duração, foi transmitida originalmente em duas partes pela emissora ABC em 15 de novembro de 1992 e em 18 de novembro de 1992.  É baseada na história da família Jackson, uma das famílias musicais mais bem sucedidas da indústria do entretenimento, através dos primeiros e exitosos anos do grupo The Jackson 5 da Motown. Seu título é uma alusão ao conceito icônico do "sonho americano".
A minissérie teve Suzanne de Passe e Stan Marguiles como seus produtores executivos, além disso, contou com a produção de Joyce Eliason, Jermaine Jackson e Margaret Maldonado e direção de Karen Arthur. Suas fimagens ocorreram nas cidades de Los Angeles e Pittsburgh. Sucesso de crítica e comercial, The Jacksons: An American Dream recebeu no ano seguinte a sua exibição, um prêmio Emmy de Melhor Coreografia. No Brasil, a minissérie foi exibida em dezembro de 1993 pela Rede Globo.

## Enredo
O primeiro episódio inicia-se baseado no casal Joseph (Lawrence Hilton-Jacobs) e Katherine (Angela Bassett), retratando seu relacionamento e posterior casamento e nascimento de seus filhos. A minissérie relata como ambos conseguiram criar-los, primeiro em Gary, Indiana, e mais tarde lidando com a fama conquistada pelo The Jackson 5 e suas conseqüências. O segundo episódio é baseado nas lutas do jovem Michael Jackson (Jason Weaver/Wylie Draper) enquanto lida com o sucesso do grupo, seus irmãos casando-se cedo, bem como seus problemas com acne na adolescência. A minissérie também destaca seu eventual estrelato solo, sua lendária performance de "Billie Jean" durante a Motown 25, além de sua difícil relação com o pai.

## Imprecisões no enredo
- A minisséries lista o ano de 1959 como o de nascimento de Michael Jackson, no entanto ele nasceu em 1958.
- O grupo é retratado realizando uma versão da canção "Kanses City" (1959) de Wilbert Harrison, entretanto, o grupo nunca realizou uma versão da canção e sim de outros singles anteriores do artista.
- Na cena de audições da Motown, Berry Gordy não estava realmente presente. Em vez disso, a audição foi filmada e mostrada para ele mais tarde.[4]
- O grupo é mostrado realizando uma audição para a Motown, após vencer um show de talentos no Apollo Theater, e Joseph aparece divulgando-a como sua primeira contratação. Na verdade, o primeiro contrato de gravação do grupo foi oferecido pela Steeltown Records, uma pequena agência baseada em Gary, Indiana, em 1967. O grupo havia realizado uma audição para a Motown mas foi rejeitado. Após o seu sucesso moderado com algumas faixas únicas na Steeltown, o Jackson 5 se sentiu confiante o suficiente para fazer um teste pela segunda vez na Motown, após o qual eles assinaram. Na minissérie, antes da estreia na Motown, Michael é visto em um estúdio de gravação, o que pode ser uma referência ao início de sua carreira na Steeltown Records.
- Michael durante sua apresentação na Motown 25 utiliza uma luva em sua mão esquerda e não em sua mão direita como é apresentado pelo enredo.

## Elenco
- Lawrence Hilton-Jacobs - Joseph Jackson
- Angela Bassett - Katherine Jackson
- Holly Robinson Peete - Diana Ross
- Margaret Avery - Martha Scruse
- Billy Dee Williams - Berry Gordy
- Vanessa Williams - Suzanne de Passe
- Wylie Draper - Michael Jackson
  - Abolade David Olatunde - Michael Jackson (bebê)
  - Alex Burrall - Michael Jackson (idades de 6–8)
  - Jason Weaver - Michael Jackson (idades de 9–14)
- Colin Steele - Jermaine Jackson
  - Jermaine Jackson II - Jermaine Jackson (idades de 10–17)
- Terrence Howard - Jackie Jackson
  - Bumper Robinson - Jackie Jackson (idades de 12–16)
- Monica Calhoun - Rebbie Jackson
- Ebonie Smith - La Toya Jackson
  - Kelli Martin - La Toya Jackson (idades de 8–10)
- Angel Vargas - Tito Jackson
  - Shakiem Jamar Evans - Tito Jackson (idades de 11–15)
- Maya Nicole Johnson - Janet Jackson
- Monica Allison - Hazel Gordy
- Robert Redcross - Randy Jackson
  - Nicolas Phillips - Randy Jackson (idades de 7-9)
- Marcus Maurice - Marlon Jackson
  - Floyd Myers, Jr. - Marlon Jackson (idades de 7-9)
  - Jacen Wilkerson - Marlon Jackson (idades de 10–15)

## Trilha sonora
| N.º            | Título                             | Intérprete                   | Duração |  |
| 1.             | "Who's Loving You [Live]"          | The Jackson 5                | 5:39    |  |
| 2.             | "Kansas City"                      | Jason Weaver                 | 2:19    |  |
| 3.             | "I'll Be There"                    | The Jackson 5                | 3:56    |  |
| 4.             | "In the Still of the Night"        | Boyz II Men                  | 2:51    |  |
| 5.             | "Walk on/The Love You Save [Live]" | The Jackson 5                | 6:05    |  |
| 6.             | "I Wanna Be Where You Are"         | Jason Weaver                 | 4:21    |  |
| 7.             | "Dancing Machine"                  | The Jackson 5                | 3:17    |  |
| 8.             | "The Dream Goes On"                | Jermaine Jackson             | 3:50    |  |
| 9.             | "I Want You Back/ABC [Live]"       | The Jackson 5                | 3:23    |  |
| 10.            | "Stay With Love"                   | Jermaine Jackson and Syreeta | 4:19    |  |
| 11.            | "Never Can Say Goodbye"            | The Jackson 5                | 2:59    |  |
| 12.            | "You Are the Ones (Interlude)"     | 3T                           | 1:51    |  |
| 13.            | "Dancing Machine [Remix]"          | The Jackson 5                | 3:43    |  |
| Duração total: | Duração total:                     | Duração total:               | 37:51   |  |